# Claire Lacombe
Claire Lacombe (Pamiers, 4 de marzo de 1765-París, 2 de mayo de 1826) fue una actriz, activista revolucionaria y feminista francesa. Se presentó en la Asamblea Nacional proponiendo la formación de batallones femeninos.

## Biografía
Su padre Bertrand Lacombe era comerciante y su acta de bautizo menciona que era hija legítima, lo que significa que sus padres estaban casados, por tanto no nació en un ambiente de comediantes, al contrario de lo que afirma Lamartine Es también incierto que fuese llamada Rose, nombre que no figura en ningún documento oficial. 
Antes de la Revolución, era actriz, no sin éxito, en Marsella y Lyon. En 1792 llegó a París donde frecuentó el club de los Cordeliers. El 25 de julio de 1792 pronuncia un breve discurso en la tribuna de la Asamblea Nacional:

Nací con el coraje de una mujer romana y el odio a los tiranos, sería feliz de contribuir a su destrucción. Perezca hasta el último déspota, intrigantes, vivos esclavos, de Nerones y de Calígulas, pueda yo aniquilaros a todos. Y vosotras, madres de familia, a quienes culparía de apartar a vuestros retoños para seguir mi ejemplo, mientras que cumplo con mi deber combatiendo a los enemigos de la patria, llenad el vuestro inculcando en vuestros hijos los sentimientos que todo francés debe tener al nacer, el amor a la libertad y el terror de los tiranos. No perdáis de vista que sin las virtudes de Veturia, Roma habría sido privada de su gran Coriolano.

Obtuvo una «corona cívica» por haber participado, durante la jornada del 10 de agosto de 1792, en el asalto del Palacio de las Tullerías con un batallón de federados. Asalto en el cual recibió una herida de bala en el brazo sin dejar de combatir.

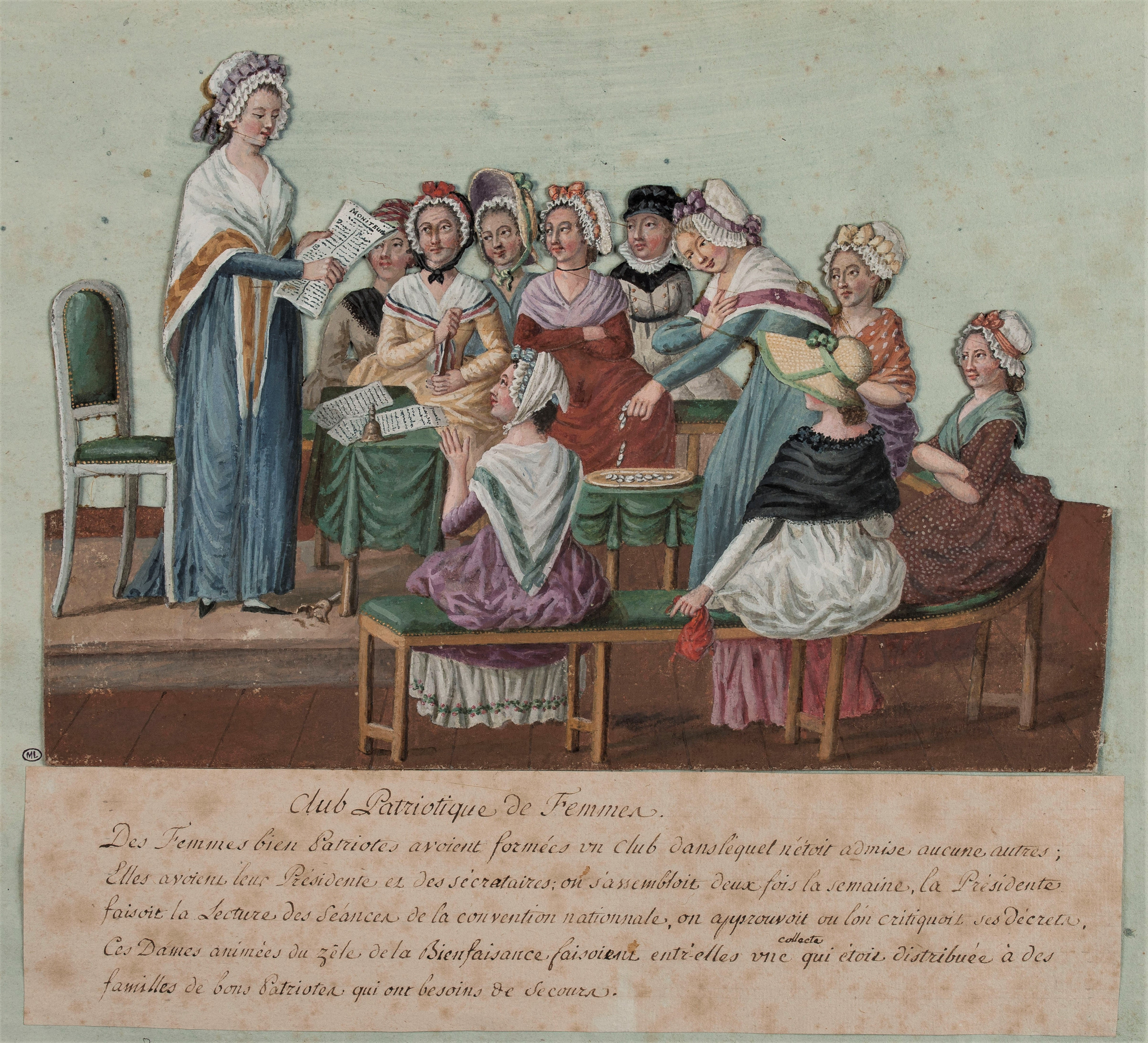
Jean-Baptiste Lesueur, Club patriótico de mujeres. Guache sobre cartón. París, musée Carnavalet.

El invierno siguiente se aproximó al grupo de los Enragés (es un tiempo la compañera de Jean-Théophile Leclerc, que se casará más tarde con Pauline Léon) y militó contra el paro o el acaparamiento de riquezas, preocupaciones sociales que la llevaron a fundar con Pauline Léon la Sociedad de las Mujeres Republicanas Revolucionarias en mayo de 1793, segundo club revolucionario de mujeres, aunque duró poco en su actividad.
Se sabe que Claire Lacombe era bella, según lo que afirmó con distante condescendencia el diputado por Maine y Loira Choudieu, miembro de la Montaña: «Mlle. Lacombe no tiene otro mérito que un buen tipo físico. Representa en nuestras fiestas públicas la diosa de la libertad. Tenía como Mlle Théroigne, una gran influencia en los grupos. No tenía ninguna calidad brillante, pero sus maneras convenían a la masa del pueblo»
Sin embargo, era una buena oradora, ya que en según Michelet «...los Cordeleros más violentos se sumían en un humilde silencio cuando Rose Lacombe ocupaba la tribuna [y] se burlaba de todos ellos».
El 12 de mayo de 1793, las republicanas revolucionarias pidieron el derecho a llevar armas para combatir en la Vendée. Claire Lacombe jugó un papel importante durante las jornadas del 31 de mayo y del 2 de junio de 1793, participando en los debates y haciendo un llamamiento a la insurrección. En agosto, reclamó que todos los nobles del ejército fuesen destituidos y el 5 de septiembre, pidió incluso la depuración del gobierno. Esta vez, los jacobinos la acusaron de delitos imaginarios, pero extremadamente peligrosos en aquellos tiempos: haber dado asilo a aristócratas por ejemplo. 
Arrestada el 16 de septiembre fue liberada esa misma tarde. El 7 de octubre de 1793, se presentó en la tribuna de la Convención y rechazó los argumentos de sus adversarios, denunciando la opresión de la que eran víctimas las mujeres, añadiendo: «Nuestros derechos son los del pueblo, y si a nosotras se nos oprime, sabremos oponer la resistencia a la opresión».
El gobierno no la apreciaba y pocos días más tarde fue implicada en una situación que causó su pérdida: mujeres de la Halle acusaron a las republicanas revolucionarias de haberlas forzado a utilizar el gorro frigio, reservado a los hombres. Victoriosas, las mujeres de la Halle habrían castigado con el látigo a Claire Lacombe a su paso. Este acontecimiento sirve de pretexto al gobierno revolucionario, que prohíbe todos los clubes femeninos, empezando por las republicanas revolucionarias de Claire.
La caída de los enragés y después la de los hebertistas sitúan a Claire Lacombe en peligro y tiene que esconderse. Fue arrestada el 2 de abril de 1794 con Pauline Léon y Jean-Théophile Leclerc. Fue liberada el 20 de agosto de 1795 por orden del Comité de Seguridad General, un año después del matrimonio Leclerc. Al principio fue internada en la prisión de Sainte Pélagie, siendo trasladada durante los dieciséis meses que estuvo presa a varias prisiones.
Claire Lacombe abandonó entonces París por Nantes, en la que permanece los siguientes tres años. Allí retomó su oficio de actriz, actuando como protagonista y cesando toda actividad política y revolucionaria, aunque mantuvo correspondencia con sus viejos compañeros y compañeras de la capital. En junio de 1798, se encontraba en París actuando con una compañía de teatro, representando Endeudada con su casera. Se pierde su pista a partir de esta fecha, en la que debería tener 33 años.
En 1823, una publicación sobre biografías contemporáneas, informa que según rumores, aunque sin confirmar, ella habría prestado servicios a la policía parisina en el periodo del Directorio, además de indicar que la creen muerta desde hace unos años.
El 19 de junio de 1821 fue ingresada por enfermedad mental en el hospital de la Pitié-Salpêtrière, donde figuraba como institutriz. Falleció a causa de un aneurisma de la aorta el 2 de mayo de 1826.

## Evocaciones en la literatura
- Michèle Fabien, Claire Lacombe, Ediciones Actos Sur Papeles, 1989.

- Wu Ming, El ejército de los sonámbulos, Anagrama, 2017.

- Datos: Q459518
- Multimedia: Claire Lacombe / Q459518